# Abdij van Kornelimünster
De abdij van Kornelimünster (vroeger: Sint-Cornelis Munster en ook wel Abdij van Inden) is een voormalige abdij in het zuidoosten van de Duitse stad Aken. De abdij was eeuwenlang het middelpunt van een tot de Nederrijns-Westfaalse Kreits behorend abdijvorstendom binnen het Heilige Roomse Rijk, dat sinds 1972 een stadsdeel van Aken is onder de naam Kornelimünster/Walheim. Het abdijcomplex, de abdijkerk en de kerkschat behoren tot het cultureel erfgoed van de stad Aken.

## Geschiedenis

### Stichting en vroege ontwikkeling
De benedictijnerabdij werd kort na de dood van Karel de Grote door zijn zoon Lodewijk de Vrome gesticht niet ver van de plaats waar eerder een Romeins tempelcomplex (Varnenum) stond. Deze plaats in de buurt van Aken heette oorspronkelijk Inda, naar het riviertje de Inde dat erlangs liep. Het klooster werd in 817 ingewijd met als eerste abt de raadgever van de keizer, Benedictus van Aniane. Aniane is de naam van het klooster bij Montpellier, waar Benedictus vandaan kwam. De stichting van het klooster Inda was onderdeel van een door Lodewijk de Vrome voorgenomen reorganisatie van de kerk in zijn rijk, in de bronnen ook wel omschreven als renovatio imperii francorum. Klooster Inda was bedoeld als voorbeeld voor het hele Frankische rijk; alle kloosters moesten de Benedictijner kloosterregels naleven zoals dat gebeurde in het Indaklooster.
Het klooster werd in 881 door de Noormannen verwoest. Na de wederopbouw vanaf ongeveer 995 groeide het klooster verder uit. Al bij de stichting was het land "binnen de omtrek van een uur gaans" aan de abdij toegewezen, het zogenaamde Münsterländchen. Door schenkingen breidde het territorium zich verder uit, onder andere met de naburige heerlijkheden Gressenich en Eilendorf. Verder waren er verspreide bezittingen in het gebied van de Rijn en de Moezel en in België. Toen in 1334 het Rijk van Aken werd gesticht, maakte het Münsterländchen (en het gebied rond de abdij van Burtscheid) daar geen deel van uit.

### Bedevaartcentrum
De door Karel de Kale in de 9e eeuw geschonken relikwieën van de heilige paus Cornelius en van de heilige bisschop Cyprianus (beiden de marteldood gestorven) trokken veel pelgrims. Vanaf ca. 1028 werd het klooster Inda bekend onder de nieuwe naam: 'Kornelimünster' (Monasterium Sancti Cornelii ad Indam). Alleen zonen uit adellijke families konden monnik worden in Kornelimünster. De graaf, later hertog van Gulik trad op als voogd. In geestelijke zaken stonden de monniken direct onder de paus. De abt van Kornelimünster had het voorrecht bij koningskroningen in de Dom van Aken de nieuwe koning de kerk binnen te leiden.
In de Ottoonse periode werd de oorspronkelijk eenvoudige kloosterkerk uitgebouwd. Keizer Otto III (996-1002) gaf opdracht voor een nieuwe westbouw. Tegelijkertijd werden de pijlers van het middenschip vernieuwd in Ottoonse stijl volgens het alternerend stelsel. Na een brand in 1310 werd de kerk grotendeels herbouwd in de stijl van de Rijnlandse gotiek. Rond 1470 werd de kerk aan de zuidzijde uitgebreid met een twee beuken. Rond 1520 volgde een uitbreiding aan de noordzijde, die vooral dienstdeed als plaats ter verering van de zogenaamde "relikwieën van de Heer": de lendendoek (linteum domini), de grafdoek (sindon munda) en de zweetdoek (sudarium domini) van Jezus, die door Lodewijk de Vrome in 817 waren geschonken. In de loop van de 17de eeuw werd het dak van de kooromgang aan de buitenzijde voorzien van een dwerggalerij, waar de relieken tijdens de 7-jaarlijkse heiligdomsvaart aan de op het kerkplein verzamelde pelgrims getoond werden.
In de 18e eeuw werden de abdijgebouwen, op de abdijkerk na, geheel vernieuwd. Van 1721-25 werden de eerste drie vleugels rondom een binnenhof gebouwd. Omstreeks 1750 werden daar twee vleugels aan toegevoegd, alles in de stijl van de Luiks-Akense barok. De architect is niet bekend; wellicht maakte Laurenz Mefferdatis het eerste ontwerp.

### Lijst van abten
| - 815–821: Benedictus van Aniane - 821–842: Wikard - 843–851: Adelang - Syfort - Odelin - ?–881: Rodoard - 881–887: Revelong - ca 892: Egilhard - ca 914: Adagrin - ?–920: Erich - 920–931: Erenbald - 931–938: Balderich - ca 948: Berthold I - ?–978: Nikard - 978–988: Hendrik I - ca 997: Lantfried - Libertus | - 1064–?: Winrich I - Richard - Gerhard - Dirk (Dietrich) - Rudolf - 1135–1155: Anno - Werner - 1212–1215: Florent I - 1220–1247: Florent II - ca 1248: Albert I - 1257–1258: Willem I - ?–1263: Siger - 1263–1271:Johan I - 1278–1309: Reinhold - 1310: Arnold I van Molenark - 1319–1321: Reimar - 1324–1333: Arnold II | - 1340–1355: Richald - 1355–1380: Johan II van Löwendael - 1380–1392: Winrich II van Kintsweiler - 1392–1400: Bawin Barm van Metzenhausen - 1400–1407: Peter van Roden - 1407–1434: Winand van Rohr - 1434–1450: Hendrik II van Gertzen - 1450–1481: Herbert van Lulsdorf - 1481–1491: Wilhelm II von Ghoer - 1491-1531: Hendrik van Binsfeld - 1645-1652: Hendrik van Friemersdorf - 1652-1699: Bertram Gozewijn van Gevertshagen - 1699–1713: Rutger Stefan von Neuhoff-Ley - 1713–1744: Hyacinth Alphonse de Sluys - 1745–1764: Karl Ludwig von Sickingen-Ebernburg - 1764–1803: Matthias Ludwig von Plettenberg-Engsfeld |

### Secularisatie
De Franse bezetting maakte in 1797 een eind aan de politieke zelfstandigheid van het abdijvorstendom. Na de nederlagen van Napoleon werd het gebied in 1815 door het Congres van Wenen aan het koninkrijk Pruisen toegekend. De abdij zelf werd in 1802 opgeheven. De kloostergebouwen gingen over in particulier bezit, met uitzondering van de kloosterkerk die daarna fungeerde als parochiekerk. Begin jaren 1990 werden de kloostergebouwen gerestaureerd. In een deel hiervan was tot 2007 het archief van de Bundeswehr gevestigd; daarna huurde de Rheinisch-Westfälische Technische Hochschule de gebouwen. In een ander deel van de kloostervleugels is de hedendaagse kunst-collectie Kunst aus Nordrhein-Westfalen – Förderankäufe seit 1945 ondergebracht.

## Beschrijving klooster

### Exterieur
De voormalige abdijkerk is een gotische hallenkerk met vijf schepen. De octogonale Corneliuskapel dateert uit 1706. De eigenlijke abdij bestaat uit vijf vleugels in barokstijl rondom twee binnenhoven. Aan de grote voorhof bevinden zich nog enkele laatmiddeleeuwse gebouwen en delen van de zogenaamde immuniteitsmuur.

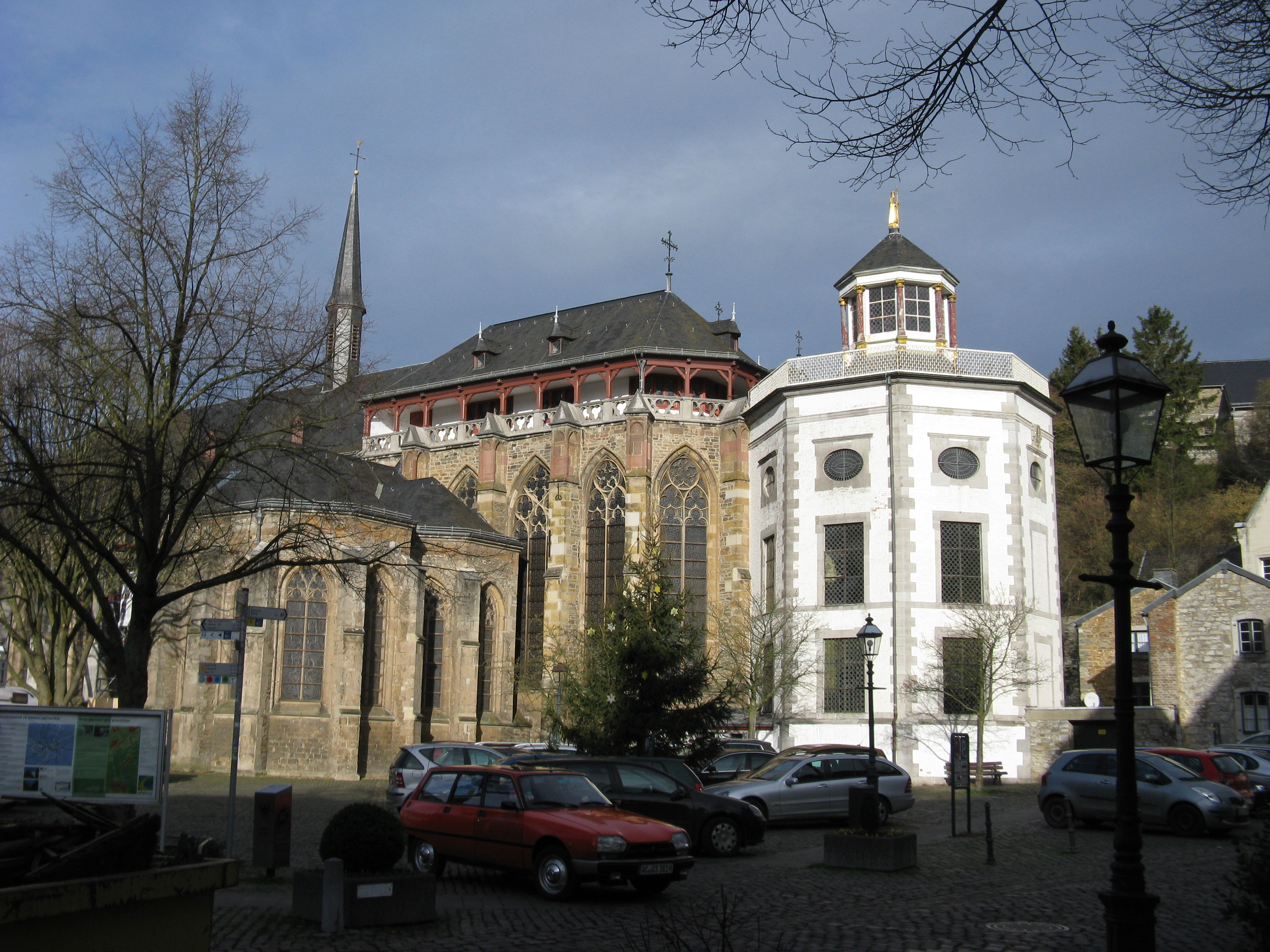
Abdijkerk met Corneliuskapel
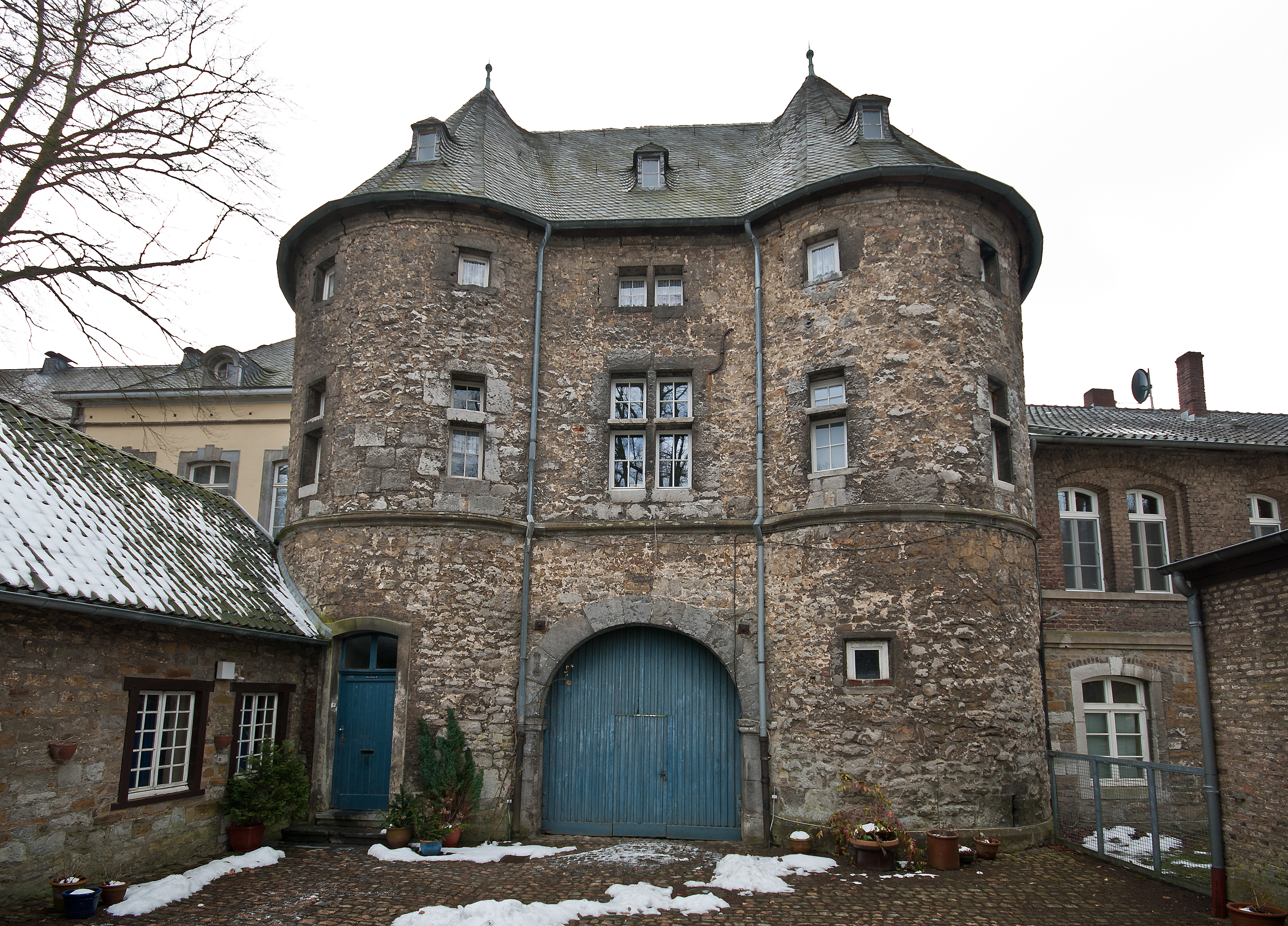
Middeleeuws poortgebouw
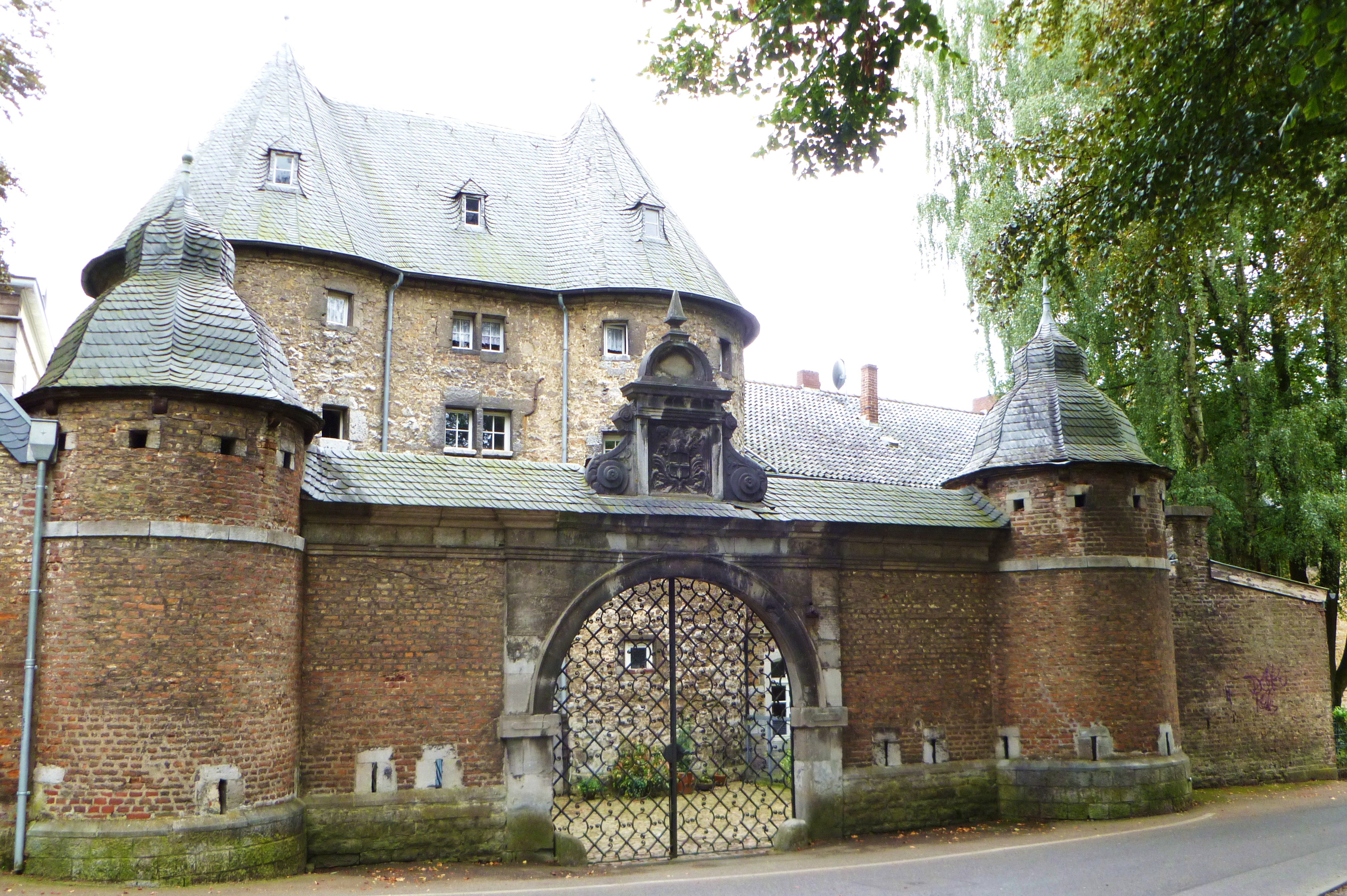
Immuniteitsmuur en poort
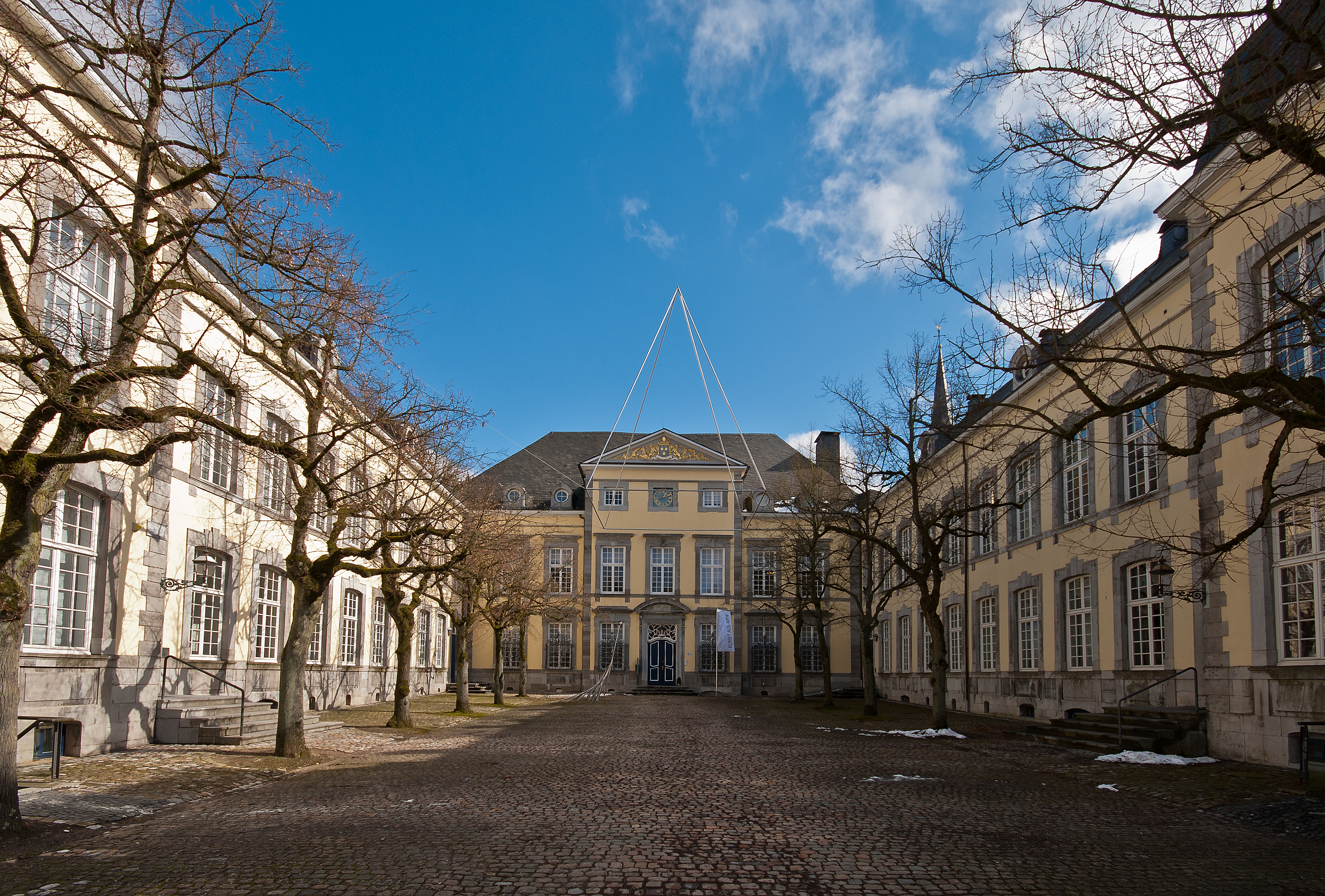
Barokke abdijgebouwen

### Kerkinterieur
De vijfschepige kerk heeft haar laatgotische interieur grotendeels behouden. Het orgel werd in 1763 gebouwd door Johann Theodor Gilman. De orgelkast is een ontwerp van Johann Joseph Couven. In de barokke Corneliuskapel bevinden zich de reliekbustes van de heiligen Cornelius en Cyprianus.

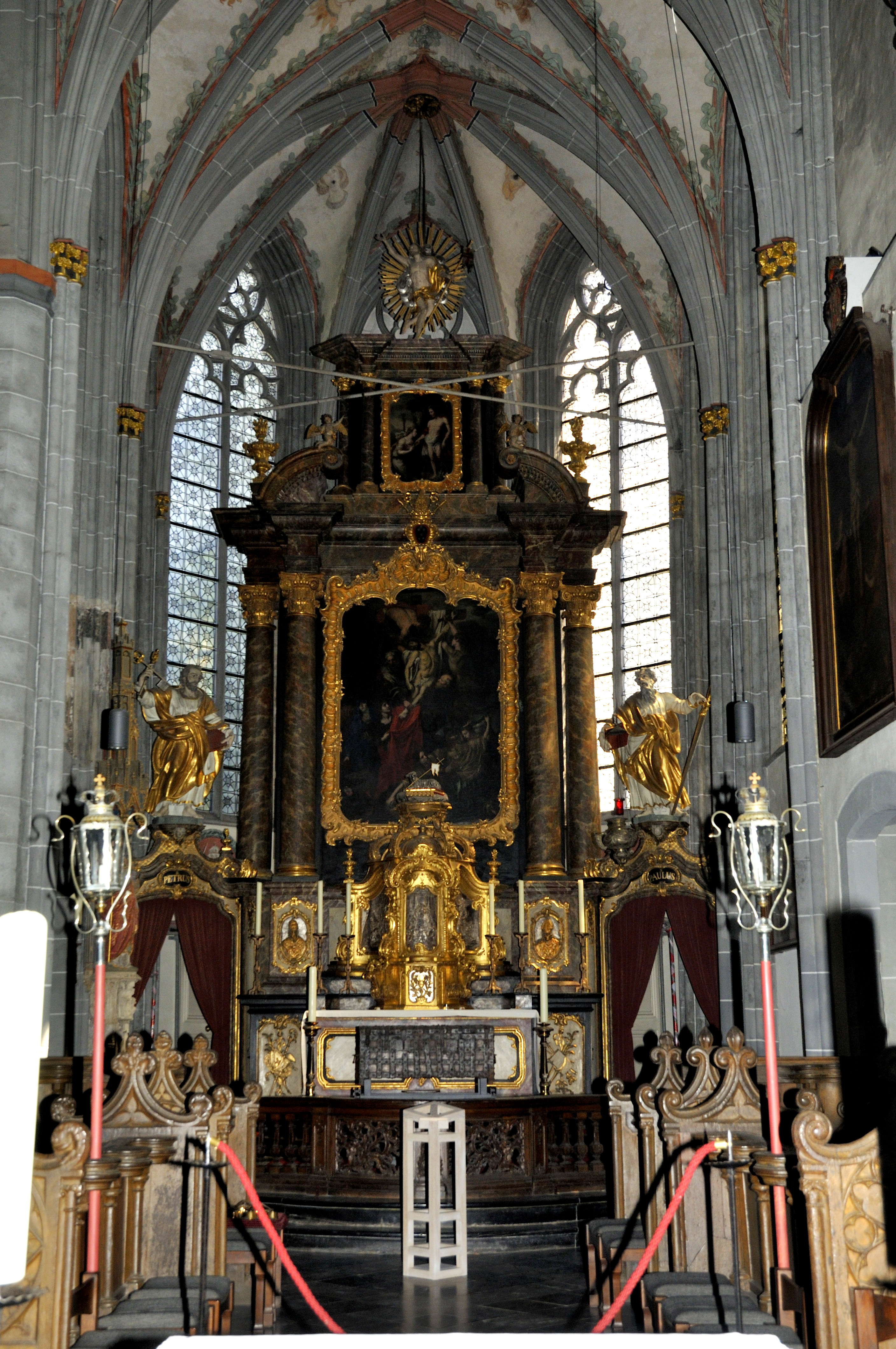
Zicht op het hoofdaltaar
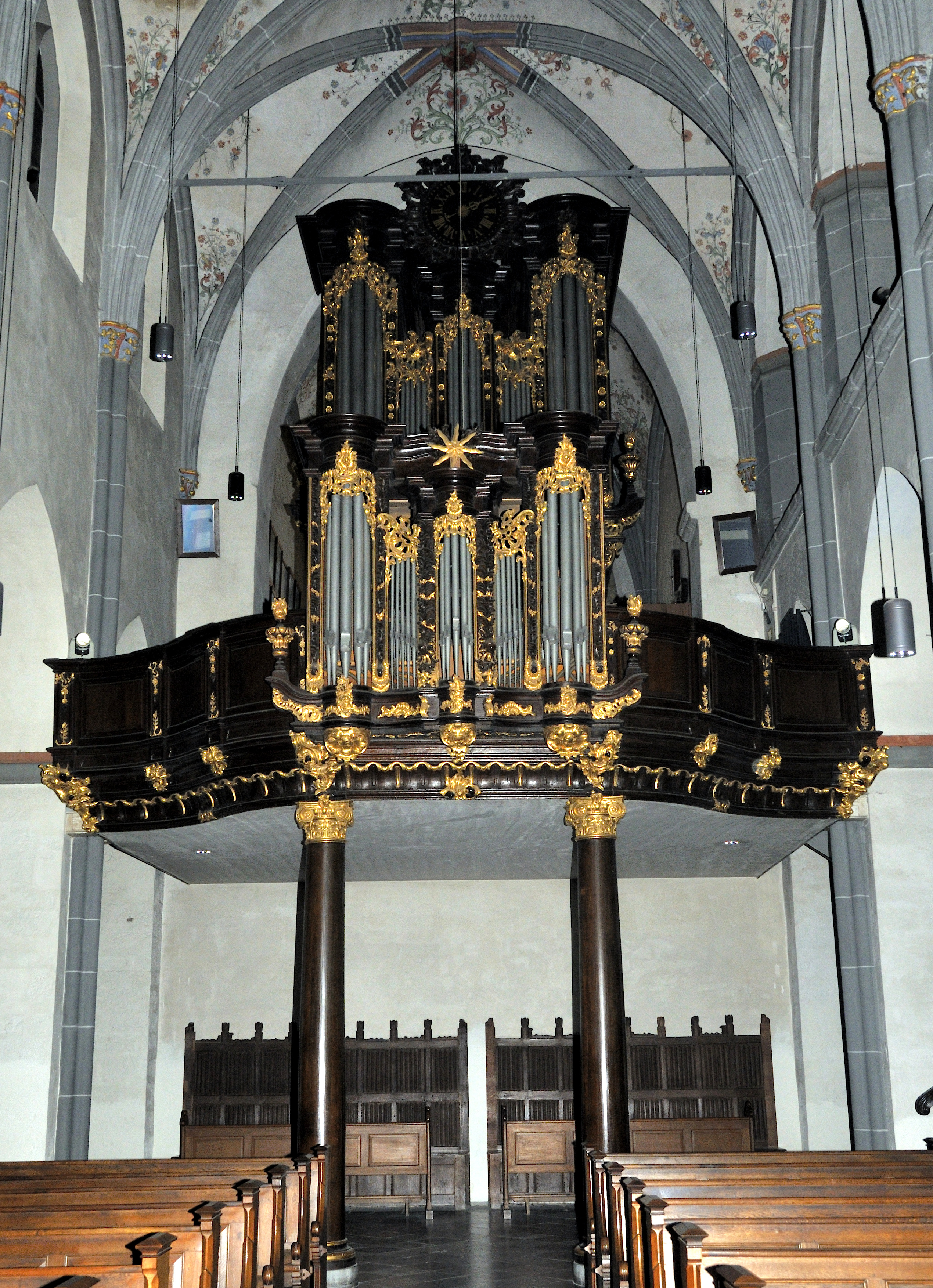
Zicht op de orgelgalerij
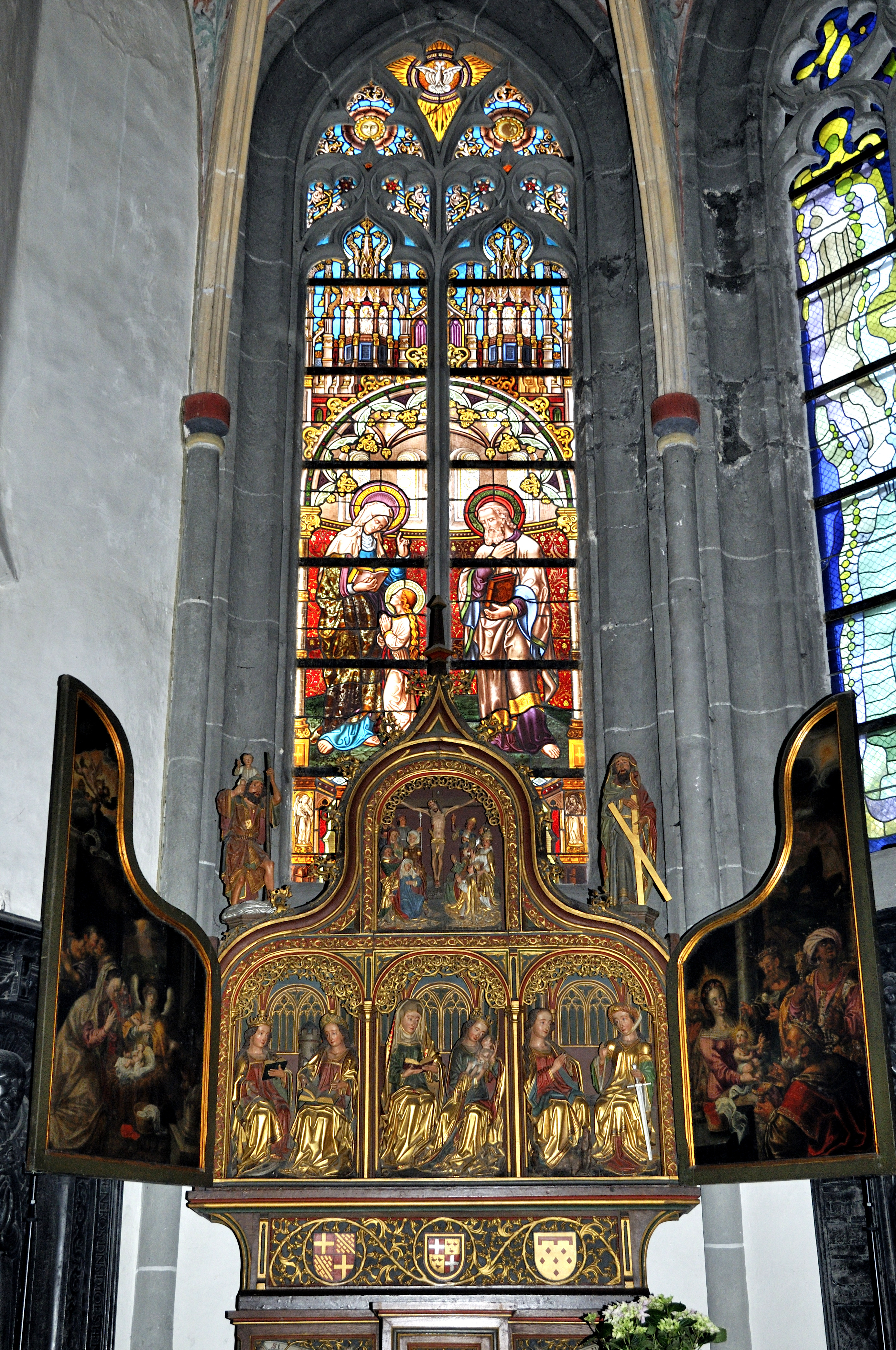
Rechter zijaltaar
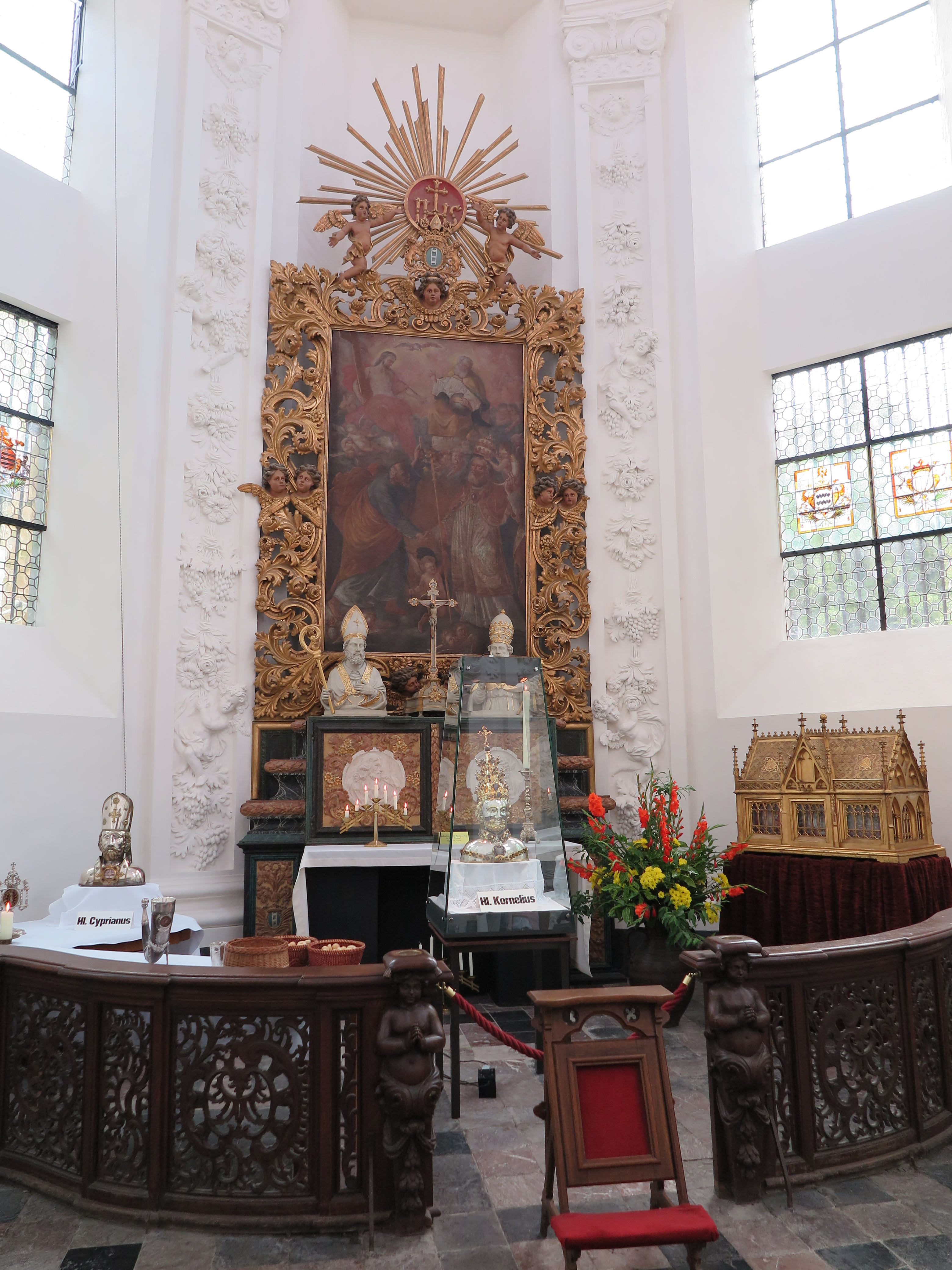
Interieur Corneliuskapel

### Kerkschat
In de kerkschat van de voormalige abdijkerk bevinden zich, naast de drie heilige doeken, enkele middeleeuwse reliekhouders en een aantal kostbare kelken en monstransen. Tijdens de heiligdomsvaart worden de belangrijkste relieken uitgestald in de kerk.

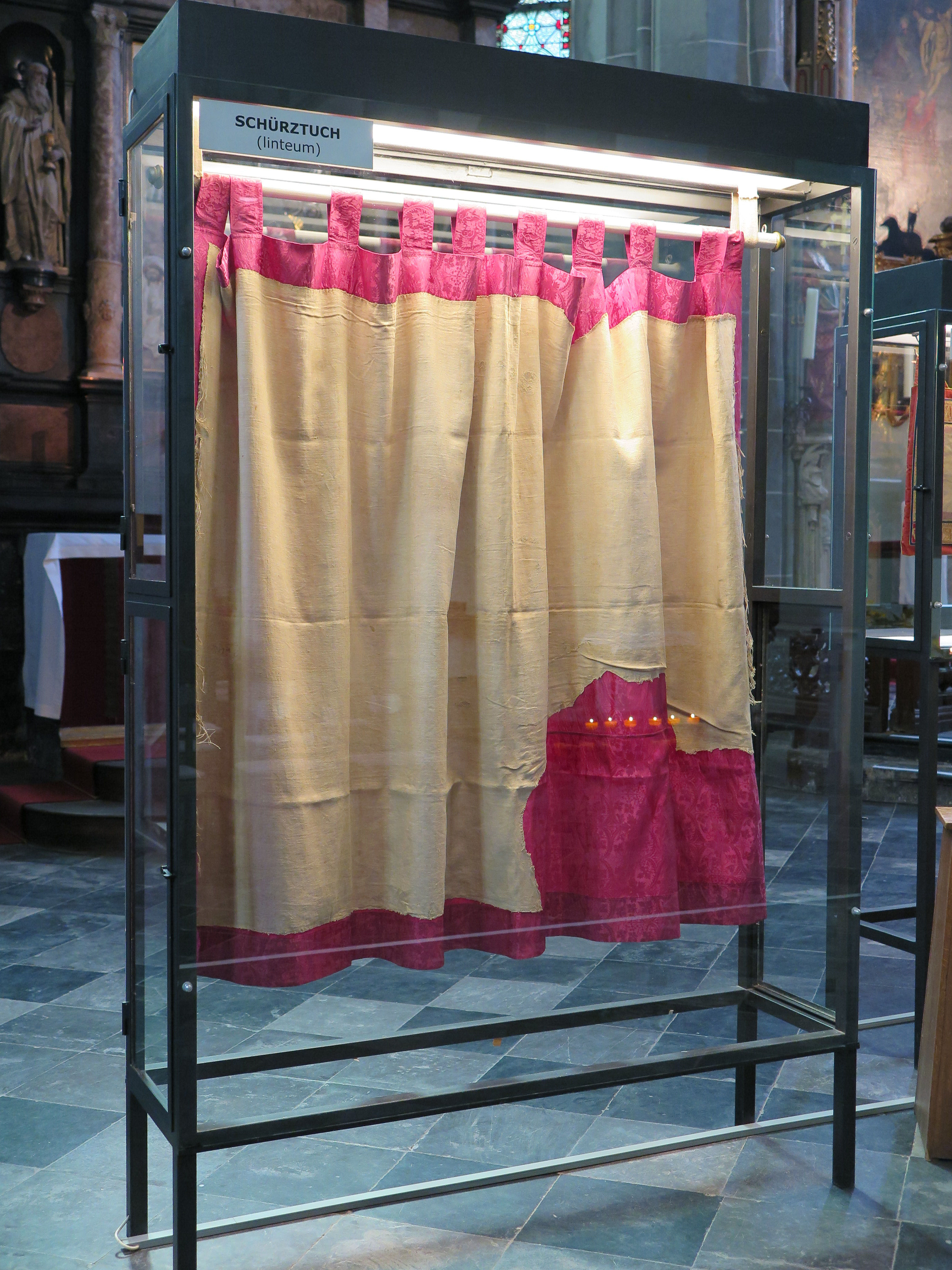
Lendendoek van Jezus
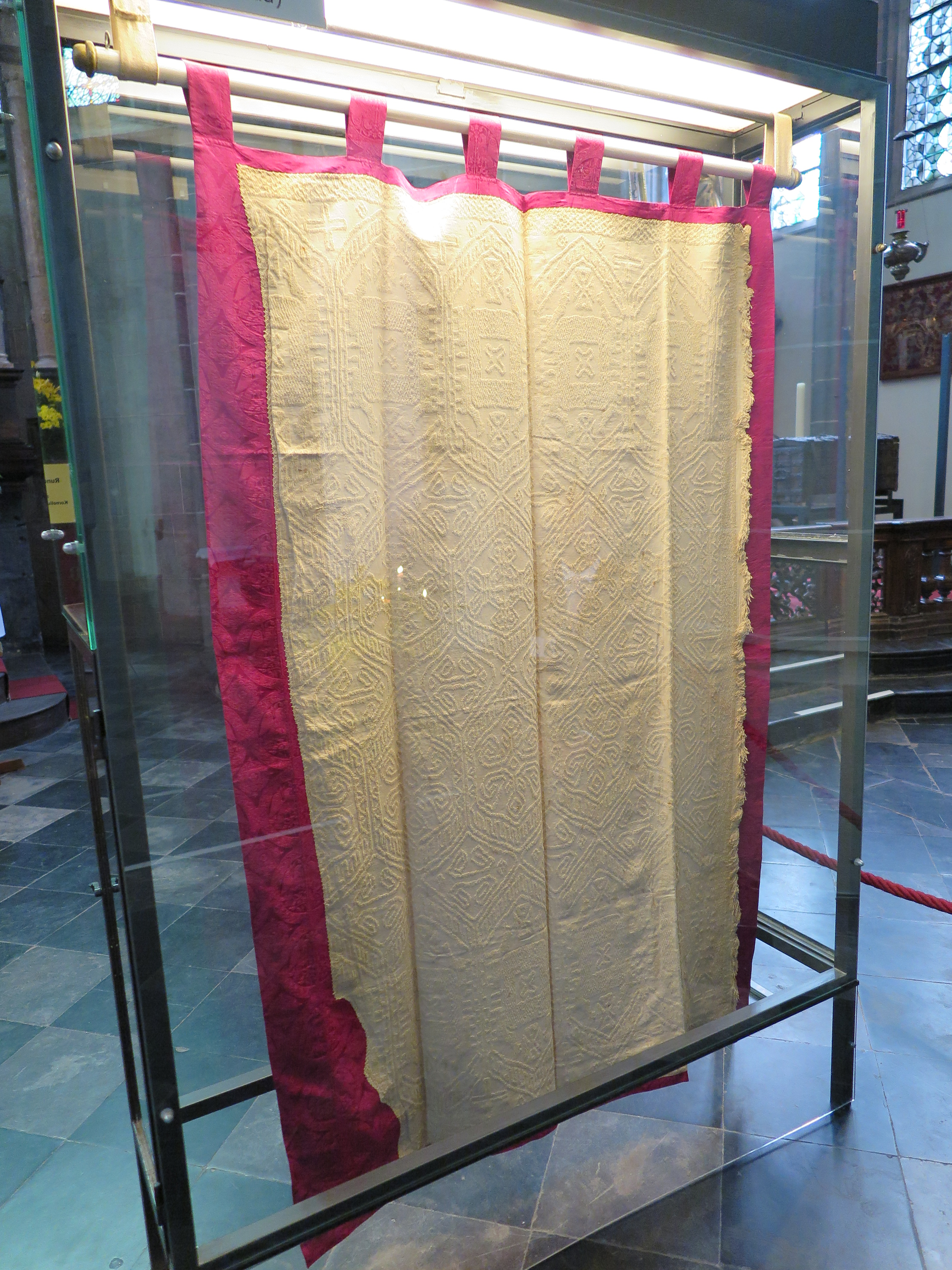
Grafdoek van Jezus
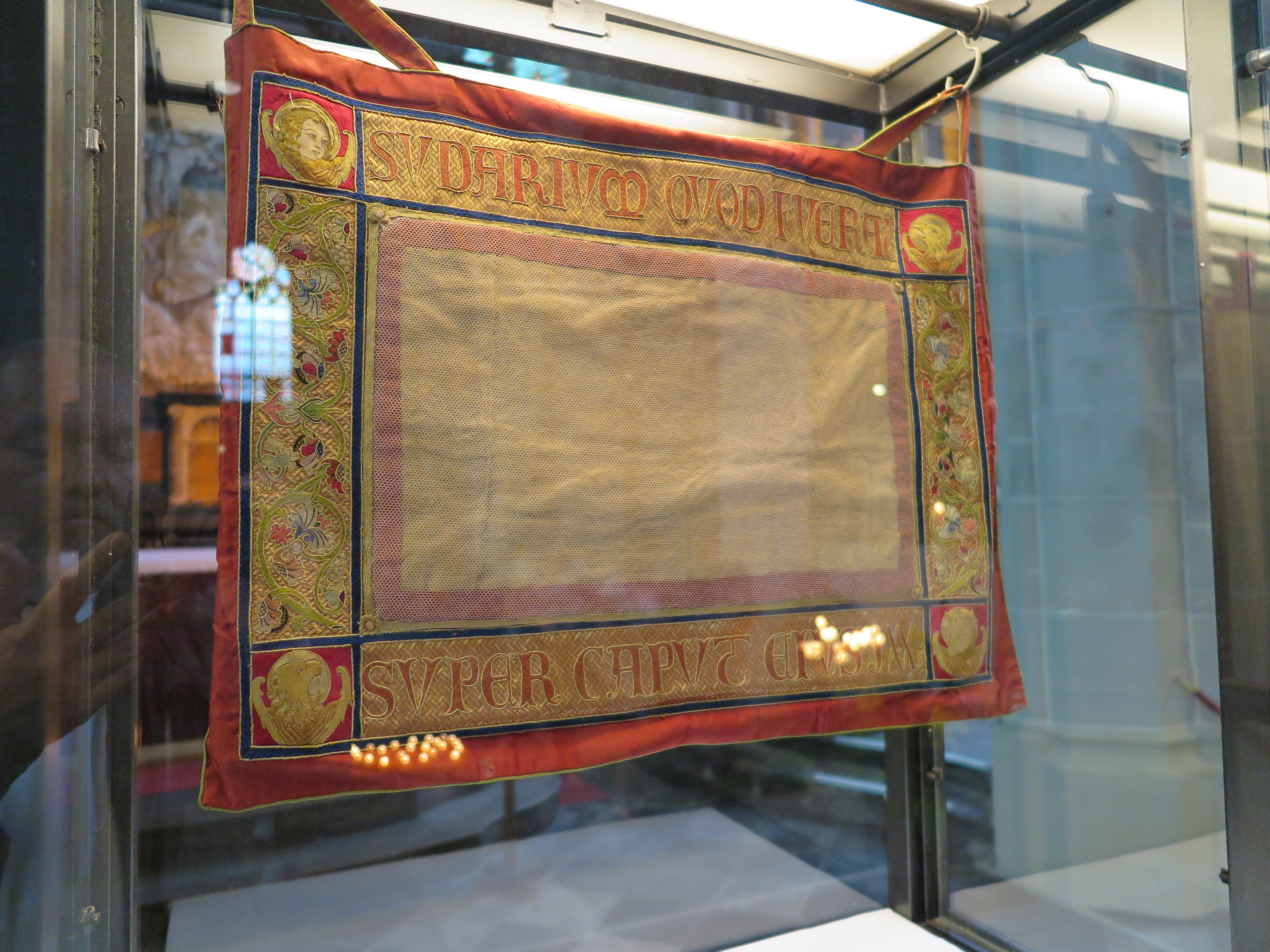
Zweetdoek van Jezus
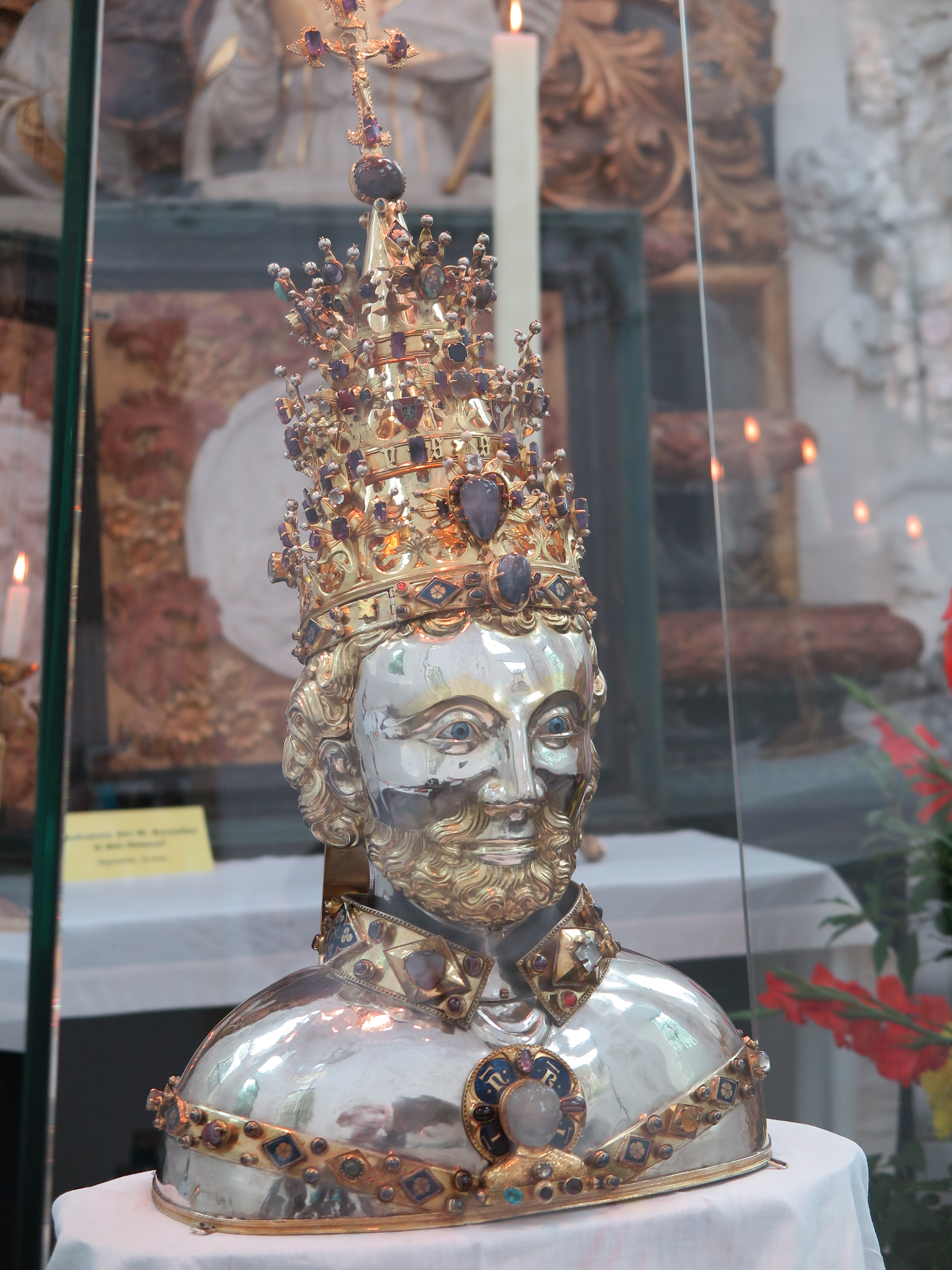
Corneliusbuste (14e eeuw)

## Evenementen

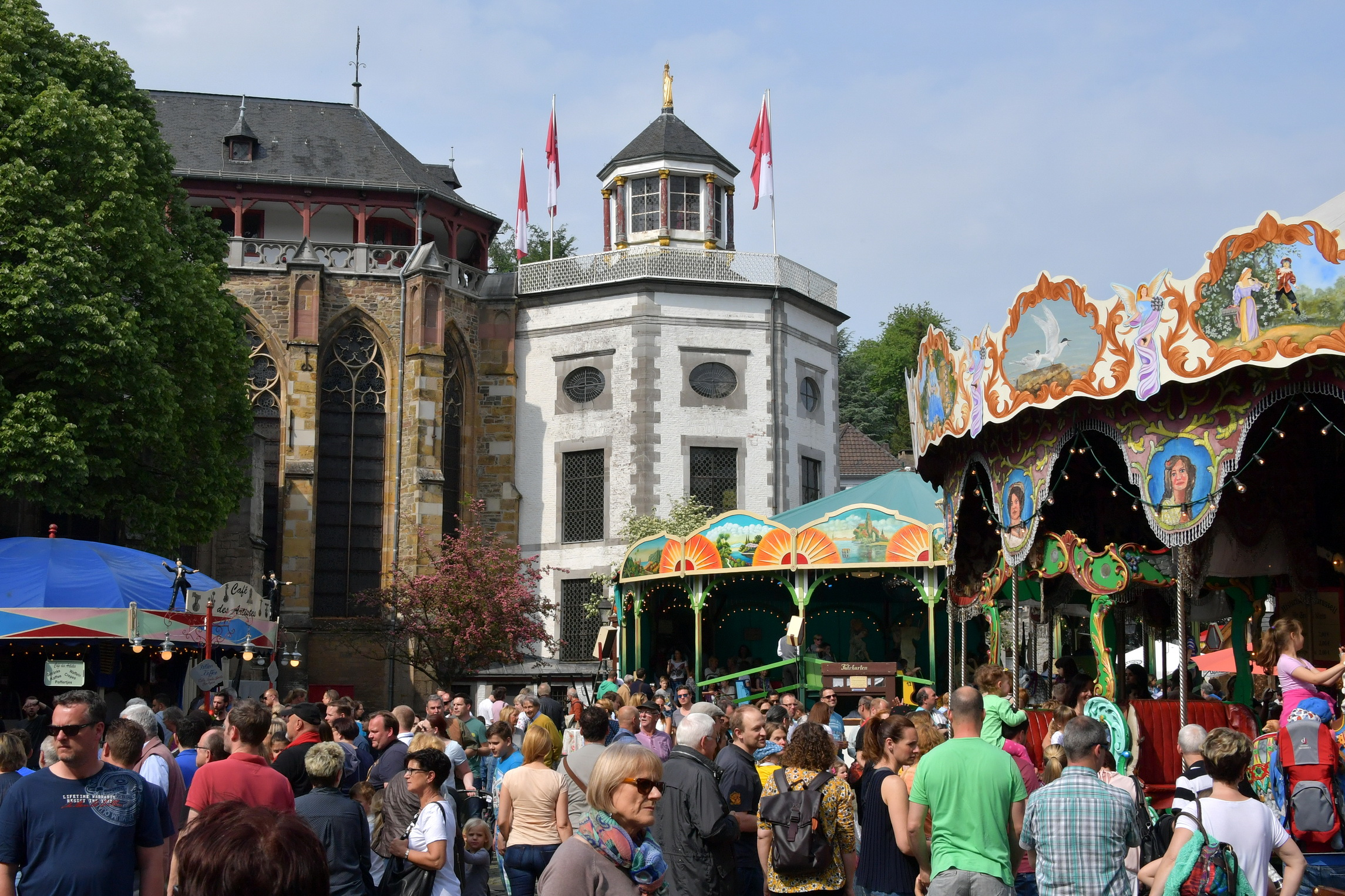
Historische fair

- Open air carnaval
- Historische fair
- Kerstmarkt